# Bohuslav (Hrubá Skála)
Bohuslav (německy Bohuslaw) je malá vesnice, část obce Hrubá Skála v okrese Semily. Nachází se asi 2,5 kilometru jižně od Hrubé Skály.
Bohuslav leží v katastrálním území Hrubá Skála o výměře 11,76 km².

## Historie
První písemná zmínka o vesnici pochází z roku 1398.

## Pamětihodnosti
- Přírodní rezervace Podtrosecká údolí